# فريدريك ويليام كابيلين
فريدريك ويليام كابيلين (بالنرويجية البوكمول: Frederick Wilhelm Cappelen)‏ هو مهندس مدني ومهندس نرويجي، ولد في 21 أكتوبر 1857، وتوفي في 16 أكتوبر 1921.